# David Ricardo
David Ricardo (London, 1772. április 18. – Gatcombe Park, 1823. szeptember 11.) brit üzletember, az angol klasszikus közgazdaságtan egyik legnagyobb alakja, az elméleti közgazdaságtan tudományának egyik megalapozója, emellett sikeres politikus is volt.

## Életpályája
Szefárd zsidó családból származott, ősei Portugáliában, majd Hollandiában éltek, végül Angliában telepedtek le. Szüleinek tizenhét gyermeke – hat fiú és tizenegy lány – közül ő volt a harmadik.
Már tizennégy évesen megismerkedett a londoni tőzsde világával, apja révén. Vele azonban hét évre rá véglegesen megromlott a viszonya, amikor, feladva családja ortodox zsidó elveit, feleségül vett egy kvéker lányt, Priscilla Anne Wilkinsont. Ricardo ebben az időben kötelezte el magát az utilitarizmus filozófiai irányzata mellett.
Tőzsdei ügynökként meggazdagodott, így 42 évesen lehetősége nyílt, hogy visszavonuljon Gloucestershire-be, és a közgazdaságtan tanulmányozásának szentelje minden idejét. 1819-ben mégis úgy döntött, hogy politikával is szeretne foglalkozni, és még ebben az évben bejutott a brit alsóházba Portalington képviselőjeként, amely tisztséget haláláig töltötte be.
Politikusként fellépett a szabadkereskedelem mellett és a gabonatörvények (Corn Laws) eltörlése érdekében. Barátságban, esetenként vitában állt az angol klasszikus közgazdaságtan és filozófia számos fontos képviselőjével, köztük James Mill-lel, Thomas Malthusszal, Jeremy Benthammel.

## Művei
Ricardo Adam Smith A nemzetek gazdagsága (The Wealth of Nations) című művének elolvasása után, 1799-ben kezdett érdeklődni az elméleti közgazdaságtan iránt. Arra a kérdésre igyekezett főként választ találni, hogy a termelésnek és az elosztásnak mely társadalmi feltételei között a legkedvezőbb a társadalom anyagi gazdagságának növekedési lehetősége.
Ricardo legfontosabb írása mindenféleképpen az 1817-ben napvilágot látott A politikai gazdaságtan és az adózás alapelvei (On the Principles of Political Economy and Taxation) című. Ebben a művében kiállt a külkereskedelem mellett, „bizonyította” (igaz, a valóságtól erősen elrugaszkodott modell segítségével), hogy a szabadkereskedelem minden, benne részt vevő ország és az azokban élő minden gazdasági szereplő számára hasznos. Még akkor is igaz ez a megállapítás, ha az egyik ország a másiknál minden terméket csak kisebb hatékonysággal tud előállítani – ez az elmélet a komparatív előnyök elméleteként vált ismertté.
További fontos művei:
- The High Price of Bullion, a Proof of the Depreciation of Bank Notes (1810), amelyben fontosnak tartotta a gazdaságban lévő pénzmennyiség szabályozását és szükségesnek vélte a pénz 100%-os aranyfedezetének biztosítását;
- Essay on the Influence of a Low Price of Corn on the Profits of Stock (1815), amit a gabonatörvények ellen írt;
- On the funding system (1820), amelyben a kötvények kibocsátása helyett az adóemelést tartotta jobb megoldásnak az állami kiadások fedezésére.

Ricardo munkaérték-elmélete nyomán alkotta meg Ferdinand Lassalle hírhedt elméletét, a vasbértörvény-t (németül ehernes Lohngesetz; 1862.). Eszerint az átlagos munkabér nem lehet több a létminimumnál mert ennél nagyobb bérek mellett a munkások gyorsan elszaporodnának, és akkor a növekvő munkaerőkínálat ismét a létminimumra szorítja le a munkabéreket.
Ricardo szerint ha a bérek növekedését nem sikerül megfékezni, az válságba sodorja Angliát –. és minden tőkés társadalmat. Az elmélet persze az adott korban inkább szolgált politikai, mint tudományos szempontokat – Ricardo gyakran lépett fel az alacsony bérért dolgoztató iparos arisztokrácia érdekeinek védelmében.
A ricardói ekvivalencia elve szerint az, hogy az állam hogyan alakítja időben a bevételeit (tehát például ma adót csökkent, de holnap kénytelen visszaszedni azt kamatokkal együtt, vagy adót növel, és a felhalmozódott többletet később visszaadja), nem bír befolyással a gazdasági szereplők döntéseire. Ugyanis a fogyasztók és a termelők előretekintőek: előre mérlegelik a jelenbeli állami lépések mellett a jövőben várhatókat is, és gazdasági magatartásukon nem változtatnak. A 20. század újklasszikus közgazdászai, köztük Robert Barro is kiállnak a ricardói ekvivalencia elve mellett. 
Fontos közgazdaság-tudományi következményei voltak Ricardo munkaérték-elméletének is. Eszerint a gazdaságban megtermelt javak értékét csak és kizárólag a beléjük fektetett munka értéke határozza meg. 

## Közgazdasági nézetei

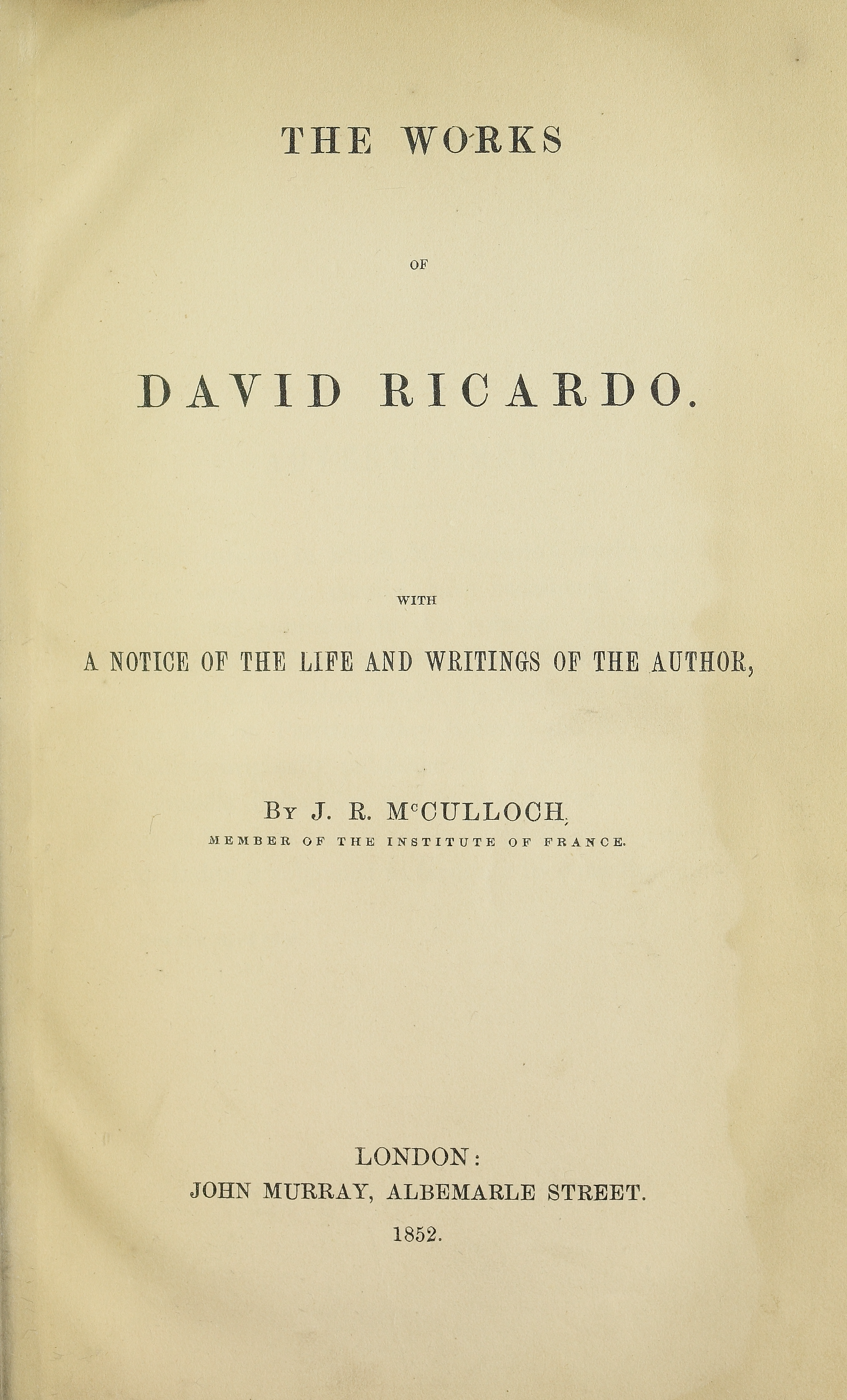
Works, 1852

### Általános jellemzés
Ricardo kora az ipari forradalom kora. Az ipar teljesen elválik a mezőgazdaságtól. A gép tágra nyitotta a gyárak kapuit az asszonyok és a gyermekek előtt. A munkásmozgalom kezdetei. (A ludditák géprombolása.) Kiéleződik az ellentét az ipari polgárság és a földesurak között. A gyorsan bővülő ipari termelés óriási keresletet támasztott a mezőgazdasági termények iránt. A földbirtokosok, akikkel tele volt a parlament, törvényekkel akadályozták a külföldi, olcsó gabona behozatalát Angliába. A magas mezőgazdasági árak maguk után vonták a földjáradék és a munkabér emelkedését, ami viszont csökkentette a tőkés profitot. Angliának ahhoz, hogy növelhesse iparcikkei kivitelét, a mezőgazdasági országok behozatali piacává kellett válnia. Ezt a törekvést gátolták a gabonatörvények és a magas behozatali vámok. A korszak képéhez hozzátartoznak még a napóleoni háborúk, Anglia blokád alá helyezése. 
1797-ben a pénzügyi élet válságának tünete volt, hogy a hadi kiadások fedezetére kibocsátott bankjegyek beváltását az Angol Bank megszüntette. Ennek következményeként a bankjegyek elértéktelenedtek, az aranypénz eltűnt a forgalomból, az árak emelkedtek. Ilyen körülmények között lépett fel Ricardo, a gazdag tőzsdeügynök fia, aki maga is hatalmas vagyonra tett szert a tőzsdén. Ricardo a pénzforgalom teoretikusaként indult, a társadalmi haladás döntő tényezőjének a tőkefelhalmozást tekintette és tudta, hogy ez csakis a profitráta bizonyos minimális színvonala felett lehetséges. Ezért lépett fel ellenségesen a gabonatörvényekkel szemben, mert ezek a gabonaárat magasan tartották és ezzel a munkabérek emelkedésén keresztül a profitrátát csökkentették.

### Ricardo módszere
Osztja Adam Smith nézetét, ami szerint a termelés természetes rendje az emberi önzésből fakad. Nála viszont az egyéni érdekek már az értéktöbblet elosztásában a polgárság és a földesurak szembenállásává bővülnek. Ebből fakadt vitája Malthus-szal, aki nem tudta elfogadni Ricardo legfontosabb gondolatát: a járadékot parazita jövedelemnek feltüntető munkaérték-elméletet, a szabad kereskedelmet és a gabonatörvények megszüntetésének követelését.

### A közgazdaságtan tárgya Ricardonál
Közgazdasági kutatásainak fő feladatát abban látja, hogy megvizsgálja, miként hat az elosztás fennálló rendje a termelésre. A gazdagság keletkezésének vizsgálatát Smith azon tételével, hogy a gazdagság forrása a munka, megoldottnak tekintette.Fő művének előszavában írja: "A politikai gazdaságtan fő feladata, hogy feltárja azokat a törvényeket, amelyek ezt az elosztást szabályozzák."
Rámutat arra, hogy ha adott nagyságú értéket munkabérre, profitra és járadékra osztanak fel, nyilvánvaló, hogy az egyik jövedelem csak a másik rovására nőhet.

### Ricardo értékelmélete
Ricardo, Say-jel szemben – aki az áruk hasznosságát tekintette a csereviszonyok meghatározójának – a cserére ható döntő tényezőnek az eladók versenyét tartotta. Szerinte a jószág hasznossága elengedhetetlen a cseréhez, de mégsem lehet mértéke a csereértéknek. Ricardo rámutat arra is, hogy a ritkaság csak azoknak az áruknak az értékét szabja meg, amelyek mennyiségét a termeléssel nem lehet növelni és ennek következtében verseny csak a vevők oldalán áll fenn. Ricardo állítja, hogy "minden jószág az előállítására fordított több vagy kevesebb munka arányában válik többé vagy kevésbé értékessé…",s az árut csak azért lehet más árukkal csereviszonyba állítani, mert valamennyien valami közöset (emberi munkát) tartalmaznak. 
Bírálja Smith értékelméletét, de ő sem tudta megválaszolni a kérdést, hogy miben különbözik a "munkaáru" más árutól.Ha ugyanis a munkás teljes egészében megkapja "munkájának értékét", azaz, ha munkabére egyenlő, a munkájával létrehozott áru értékével, akkor nyilvánvaló, hogy nem lehet megmagyarázni a profitot. Ha pedig a munkás nem kapja meg "munkája értékét" teljes egészében, akkor pedig nem érvényesül a csere egyenértékűsége. ( A munkaerő árujellegének felismerése Marx érdeme.) Ricardo, Say-el szemben tagadja a természet és a tőke értékalkotását. Szerinte ezek csupán az áruk használati értékének létrehozásában játszanak szerepet. Felismeri, hogy a gépek az értéküket csupán átviszik az új termékre. Felfogásában a pénz csak forgalmi funkciót tölt be, mert a legalkalmasabb az áruk forgalmának közvetítésére.
A termelési ár Ricardonál egybeesik az értékkel, vagyis munkaérték-elméletét nem tudta összeegyeztetni az egyenlő tőke után egyenlő profit jelenségével.

### Ricardo mennyiségi pénzelmélete
Ricardo szerint a stabil pénzforgalom a legfontosabb feltétele a gazdasági növekedésnek. S ez a stabilitás csak az aranystandard, az aranyon alapuló pénzrendszer alapján lehetséges. Az aranyat a forgalomban jelentős mértékben, sőt teljesen papírpénzzel lehet helyettesíteni, amely stabil paritás alapján beváltható aranyra, és ez nagy megtakarítást jelent a nemzet számára. Tudja, hogyha az arany és az ezüst értéke és a pénz forgási sebessége adott, akkor a forgalomban levő pénz mennyiségét az áruk tömege és értéke határozza meg, ha pedig az áruk tömege és értéke adott, úgy a pénz értéke és forgási sebessége határozza meg, hogy milyen mennyiségű pénz legyen a forgalomban. De azt állítja, hogyha megváltozik a forgalomban levő pénz mennyisége, akkor sajátjánál kisebb vagy nagyobb értékű fém jelévé válik. (Ricardo itt megtagadja munkaérték elméletét.)

### Ricardo elosztási elmélete
A profit az áru értékének és a munkabérnek a különbsége. A járadékot a munkabéren és a profiton felül nyerik a jobb minőségű földeken befektetett tőke után.
a.) A munkabér elmélet
Ricardo a munkabért a munkaáru értékének tekinti. Ezért a munka értékét a munkás és családja fenntartásához szükséges cikkek értékével határozza meg. (Ricardo is itt az érték meghatározására más szabályt alkalmaz, mint más áruk esetében.)
b.) A profitelmélet
A termék értékének a munka értéke feletti része nála a profit. A termék értékét csupán munkabérre és profitra osztja. Elfeledkezik a termelési eszközök értékéről, és az előlegezett tőkét a munkabérrel azonosítja. Nem tesz különbséget értéktöbblet és profit, értéktöbbletráta és profitráta között. Ezért szerinte a profit csak a munkabér megváltoztatása folytán változhat. Így nem veszi észre, hogy a profit tömege csökkenő profitráta mellett is növekszik.
c.) A földjáradék-elmélet
Mivel a különböző minőségű földek csak korlátolt mennyiségben állnak rendelkezésre, a társadalomnak szüksége van a rosszabb földek megművelésére is, ezért a legrosszabb földek bérlőinek is meg kell kapniuk az átlagprofitot, ebből viszont az következik, hogy a legrosszabb földön végzett munka határozza meg a mezőgazdasági termékek értékét. A bérlők közötti verseny miatt a bérlőknek be kell érniük az átlagprofittal, így a legrosszabbnál jobb földeken elért többletprofit a földesuraknak jut. Smithhel ellentétben a földjáradékot nem tekinti az érték alkotóelemének. Ricardo szerint a népesség növekedése miatt egyre rosszabb földeket kell bevonni a termelésbe, ezért a csökkenő hozadék törvénye érvényesül, azaz egyre több munka szükséges azonos mennyiségű élelmiszer termeléséhez, így nő a mezőgazdasági termékek értéke, aminek következtében nőni fog a munka ára a létfenntartás drágulása miatt, így csökkenni fog a profit. (Ricardo megfeledkezik arról, hogy a csökkenő hozadék törvénye csak változatlan technikai feltételek között igaz.) Szerinte a bérlő addig a határig fektet be tőkét a termelésbe, amíg a befektetés átlagprofitot hoz, vagyis földjáradékot már nem. Ezért nem ismeri el a földjáradékot értékelemnek. Marx szerint viszont a földjáradékot már nem eredményező tőkebefektetés nem határozhatja meg a mezőgazdasági termékek árát, mert az új bérleti ciklusban a bérleti díjba már beszámítják a korábbi tőkebefektetések hozamnövelő hatását is, azaz az új bérleti díj ismét tartalmazni fog földjáradékot.

### A gazdasági fejlődés feltételei Ricardónál
Szerinte a gazdasági fejlődés alapvető tényezője a tőkefelhalmozás, melynek forrása a profit. A felhalmozott profit nála azonos a megelőlegezett munkabérrel, azaz a produktív munkások kereslete ezáltal biztosított, így a tőkeállomány és a munkáslétszám összhangja biztosított. De növekvő munkáslétszám növekvő élelmiszerigényt indukál, újabb földeket kell a termelésbe bevonni, a csökkenő földhozadék miatt emelkednek a mezőgazdasági árak, s emiatt nőnek a bérek, ami viszont csökkenti a profitrátát, ezáltal viszont csökken a felhalmozás.
A profitráta csökkenését a külföldi olcsóbb élelmiszerek behozatalával lehet Ricardo szerint lassítani, ezért támadta a gabonatörvényeket és a magas behozatali vámokat.
Szerinte a termelés növelésének nem lehetnek piackorlátai. A tőkebefektetés lehetőségei korlátlanok, a profitból eszközölt megtakarításokat mind beruházásra fordítják, a piac együtt nő a termeléssel és biztosítható a teljes foglalkoztatottság.

## Magyarul megjelent művei
- A közgazdaság és adózás alapelvei; ford. Láng Lajos; Pallas Ny., Bp., 1891 (Nemzetgazdasági írók tára)
- Levelek Malthushoz; ford. Jónás János, Esteházy Mihály; Grill, Bp., 1913 (Magyar közgazdasági könyvtár)
- A közgazdaságtan és adózás alapelvei; ford. Kislégi Nagy Dénes; Magyar Közgazdasági Társaság, Bp., 1940
  - (A politikai gazdaságtan és az adózás alapelvei címen is)
- A politikai gazdaságtan és az adózás alapelvei; ford. Kislégi Nagy Dénes, átdolg. Bilek Rudolf, bev. Mátyás Antal; Akadémiai, Bp., 1954
  - (A közgazdaság és az adózás alapelvei címen is)
- Megjegyzések Malthus "A politikai gazdaságtan elvei" című művéhez. Malthus könyvének szövegével; ford. Rácz Jenő; Akadémiai, Bp., 1969
- A politikai gazdaságtan és az adózás alapelvei; ford. Kislégi Nagy Dénes, átdolg. Bilek Rudolf; Közgazdasági és Jogi, Bp., 1991 (A közgazdaságtan klasszikusai)
- A politikai gazdaságtan és az adózás alapelvei. Válogatás egyéb írásokból és parlamenti beszédekből; bev. Madarász Aladár, ford. Atkári János; Napvilág, Bp., 2017